# АС Байкал ТВ
АС Байкал ТВ — один из крупнейших российских медиахолдингов в Сибири, ретранслирующий ряд радиостанций в Иркутске, Шелехове, Ангарске, Мегете, Листвянке и других городах и населённых пунктах Иркутской агломерации и области.

## История
Телерадиокомпания «АС Байкал ТВ» была основана в 1991 году в Шелехове Александром Тюниковым и Станиславом Огородниковым. Тогда же вышел первый номер еженедельника «Канал 007», началось вещание радиостанции «Европа Плюс Байкал». Спустя год компания получила лицензию на осуществление телевещания.
8 января 1994 года телекомпания начала выпускать собственную информационную программу «Новости „АС Байкал ТВ“». Сначала она была еженедельной, но к сентябрю уже выходила ежедневно, а на иркутском телевидении стала первой программой, которая наладила регулярные прямые эфиры.
В феврале 2002 года компания перенесла телерадиовещательный центр с башни Иркутского алюминиевого завода, расположенной в районе Олхинских резервуаров на собственную башню в северо-западной части Иркутска. Учитывая естественное превышение рельефа и высоту вышки, высоты подвеса передающих антенн оказалась выше, чем башня РТРС высотой 180 м, расположенная в центре Иркутска.
В августе 2009 года компания «АС Байкал ТВ» закончила строительство собственной башни, расположенной на 1-м километре автодороги Иркутска (3-й посёлок ГЭС) — Марково (район института МВД).
С 11 по 19 мая 2010 года были проведены работы по переносу телевизионных передающих антенн на новую башню. Работы были закончены в срок.
С 14 по 30 июня 2010 года на новую башню было перенесено вещание радиостанций.
В 2012 году «АС Байкал ТВ» зарегистрировала телеканал «Семёрка», который начал вещание в Интернете и в кабельной сети «АС Плюс» в 2014 году.
Летом 2018 года «АС Байкал ТВ» начала сотрудничество с «Учебно-образовательным телеканалом ИРНИТУ» (23 ТВК). Медиахолдинг перевёл телеканал на своё техническое оборудование, что позволило осуществлять вещание в цифровом качестве. В эфире 23 канала, помимо передач университета, стали транслироваться и программы «АС Байкал ТВ».
29 декабря 2018 года стало последним рабочим днём для большинства сотрудников новостной редакции «АС Байкал ТВ». Медиахолдинг взял вынужденную паузу, предложив персоналу уйти в отпуск без содержания на 1 месяц. Пауза была вызвана, прежде всего, возникшими финансовыми трудностями, в связи с готовящимся отключением аналогового эфирного вещания в регионе. С 4 февраля 2019 года в эфир вернулась программа «Утренний коктейль», а с 11 февраля — «Новости АС Байкал ТВ», которые стали выходить в новом виде — без ведущих, с закадровым голосом и хронометражем выпуска в среднем до 10 минут. Вместе с этим, основным телеканалом холдинга стал позиционироваться «23 канал ИРНИТУ», вещавший с «Че».
22 июля 2019 года на телеканалах «СТС-Иркутск» и «Домашний-Иркутск» вещание «АС Байкал ТВ» официально было прекращено: из эфира пропали дневные и вечерние местные блоки. Однако, на самом деле, местное вещание не было убрано из эфира полностью — так, на СТС его можно было увидеть в районе 6:30 утра. Местный блок «СТС-Иркутск» в это время представлял собой выпуск новостей, а затем вырезки из скетч-шоу «6 кадров» без логотипа канала. В программах передач он не указывался.
В мае 2020 года местное вещание на «СТС-Иркутск» и «Домашний-Иркутск» было окончательно прекращено — из лицензий на эфирное вещание были убраны местные СМИ. Летом 2021 года 7 и 41 канал были отключены. ООО «СТС-Иркутск», являвшееся лицензиатом этих телеканалов, было ликвидировано 25 марта 2022 года.
В августе 2020 года «Семёрка» была перезапущена — она перешла на формат вещания 16:9 Full HD. В эфире канала транслировались фильмы и сериалы, поставляемые «Национальным телевизионным синдикатом», а также местные проекты — «Новости», «Иммунитет», «Поворот событий».
В марте 2021 года «Семёрка» начала сетевое партнёрство с телеканалом IZ.RU. Она также участвовала в конкурсе на 22 кнопку в Иркутской области, но проиграла его.
В течение 2021 года медиахолдинг «АС Байкал ТВ» поэтапно сворачивал свою деятельность в сфере регионального телевидения. Последний полноценный выпуск новостей вышел 13 мая (сайт прекратил обновляться в этот же день), программы «Иммунитет» — 25 мая. Изредка на страницах медиахолдинга в социальных сетях продолжали выходить отдельные новостные сюжеты, но ближе к концу года прекратилось и это. Не осуществляет больше вещание и «Семёрка». В эфире «23 канала ИРНИТУ», вплоть до прекращения вещания в июне 2022 года, показывались архивные выпуски программ холдинга.
В июне 2022 года ООО «АС-Байкал ТВ» и сам Александр Тюников были признаны банкротом.
В июне 2023 года процедура банкротства была прекращена.

## Собственники и руководство
Медиахолдинг состоит из нескольких юридических лиц. Генеральным директором большинства из них является Александр Иванович Тюников.

## Структура

### В настоящее[какое?]время
- АС Плюс — оператор цифрового телевидения

#### Рекламные агентства
- ВИ АС Медиа
- Премьер-Медиа

#### Радиовещание
- Дорожное радио — 91,1 FM
- Радио 7 на семи холмах — 100,9 FM
- Новое радио — 102,6 FM
- Радио Искатель — 103,1 FM
- Европа Плюс — 103,8 FM
- Love Radio — 104,2 FM
- Ретро FM — 104,6 FM
- Юмор FM — 106,0 FM
- Радио Дача — 107,5 FM

### Ранее[когда?]

#### Телевещание
- Семёрка — кабельный телеканал (Сетевые партнёры — телеканал «Известия»)
- НТС — 6-й метровый канал (организация трансляции и размещение рекламы в эфире[12])
- СТС-Иркутск — 7-й метровый канал
- НТВ — 9-й метровый канал (продан федеральному вещателю)
- Учебно-образовательный канал ИРНИТУ — 23-й метровый канал (организация трансляции и размещение рекламы в эфире)
- ТВ Центр — 28-й дециметровый канал
- ТНТ — 31-й дециметровый канал (продан федеральному вещателю)
- МУЗ-ТВ — 39-й метровый канал
- Домашний-Иркутск — 41-й метровый канал

#### Радиовещание
- Эхо Москвы — 69,50 УКВ
- Вести FM — 101,7 FM
- Радио Маяк — 102,6 FM
- АС FM — 69,50 УКВ и 106,0 FM — собственная радиостанция[13].

#### Пресса
- Еженедельная газета «Канал 007» — собственная газета медиахолдинга. Издавалась с 1991 по 2007 год.
- Газета «Сегодня в Иркутске» — выходила как приложение в газете «Канал 007».

## Телеведущие в разное время
- Екатерина Андрианова
- Иван Марков
- Иван Вильчинский
- Антон Артемьев
- Илья Буклов
- Александр Рябов
- Виктор Шамин
- Татьяна Климова
- Юлия Воронцова
- Александр Тверитинов
- Вадим Фоминых
- Леонид Альков
- Денис Гук
- Анастасия Мушникова
- Анастасия Цыденова
- Наталья Ветрова
- Ирина Белогривая
- Александр Матрёнин
- Елена Миненкова
- Ольга Кириченко
- Ольга Волчатова
- Дарья Матвева
- Вячеслав Ширяев
- Иван Смолкин
- Валерий Данилов
- Олеся Чернявская

## Награды
- 1998 год — «АС Байкал ТВ» получила награду в конкурсе «Экология России» за серию репортажей о Байкале и его природе[3].
- 2003 год — корреспондент программы «Новости „АС Байкал ТВ“» Станислав Бизимов победил в номинации «Репортаж» конкурса «ТЭФИ-регион». Президент медиахолдинга Александр Тюников был удостоен специальной награды — «За личный вклад в развитие регионального телевидения»[14]. Национальная ассоциация телерадиовещателей назвала «АС Байкал ТВ» лучшей телекомпанией 2003 года[15].
- 2004 год — программа «Утренний коктейль» стала победителем конкурса «ТЭФИ-регион 2004» в номинации «Ежедневная информационно-развлекательная программа»[16]. Победа медиахолдинга в международном журналистском конкурсе «Дорога для жизни»[3].
- 2008 год — программа «Домашнее собрание» стала победителем премии «Золотой валенок» в номинации «Открытие года», а «Новости „АС Байкал ТВ“» — «Ляп года»[17].
- 2014 год — Программа «Утренний коктейль» стала победителем «ТЭФИ-Регион» в номинации «Ежедневная информационно-развлекательная программа»[18].

## Цифровое телевидение
В начале 2000-х годов медиахолдинг начал строительство собственной сети цифрового многоканального телевидения. В настоящее[какое?] время система работает под названием «АС Плюс». В системе используется тот же самый принцип передачи сигнала от передатчика до абонента, как в украинской системе «Митрис», работающей в Киеве и в большинстве крупных городов Украины.